# Viadana delicatula
Viadana delicatula är en insektsart som beskrevs av Piza Jr. 1976. Viadana delicatula ingår i släktet Viadana och familjen vårtbitare. Inga underarter finns listade i Catalogue of Life.